# De gesel van Rotterdam
De gesel van Rotterdam is een stripalbum van Agent 327, getekend door Martin Lodewijk. Het verhaal (dossier) is voor het eerst verschenen in stripweekblad Eppo in 1980 (nr. 32 t/m 42) en 1981 (nr. 3 t/m 16). Het album is het negende deel van de Oberon/Eppo-reeks, in 1981 uitgegeven door Oberon, en tevens het negende deel van de nieuwe (op tekst bijgewerkte en opnieuw ingekleurde) reeks, in 2002 uitgegeven door Uitgeverij M.
De gesel van Rotterdam is het eerste album van Agent 327 zonder het woord 'dossier' in de titel. Het wordt door sommige liefhebbers zelfs wel het ultieme Agent 327-verhaal genoemd, wellicht dankzij de opvallend mysterieuze en duistere ondertoon. Het open einde werd twee jaar later opgepakt in het vervolg De ogen van Wu Manchu.

## Verhaal
Dhr. Baay, directeur van de oliemaatschappij Sell (parodie op Shell), verdwijnt, en op advies van Olga Lawina, die als naaktdanseres blijkt te werken in Baays favoriete nachtclub, gaat Agent 327 met haar op onderzoek uit. De privékliniek waar Baay ligt (in Rotterdam) zit vol vreemde zaken. De volgende ochtend blijkt het hele pand echter leeggeruimd. Agent 327 gaat met het plaatje van een tatoeage die hij op Baays borst zag naar een tatoeagezaak in Katendrecht, maar komt geen stap verder. Dan wordt hij gevangengenomen door twee Chinezen die hem vastbinden aan een pier, om hem tijdens de vloed te laten verdrinken.
Intussen wordt Olga ook gevangengenomen en voor Wu Manchu geleid, die haar aanbiedt deel te nemen in haar organisatie. De geredde Agent 327 dringt echter binnen in de basis (die hij met behulp van een speurhond gevonden heeft) waarop Olga een handlanger blijkt van de grootste tegenstrever van Wu Manchu: de Drie van de Acht. Olga wordt echter uitgeschakeld.
Agent 327 staat op het punt gedood te worden, maar wordt net op tijd gered door Barend en een groep mariniers. Wu Manchu vlucht, na haar hoofdkwartier opgeblazen te hebben.
Met dit open einde eindigt het verhaal. Omdat Wu Manchu ontsnapt is, is er nog niets duidelijk over haar boosaardige plan.

## Trivia
- Wu Manchu op zich is een parodie op Fu Manchu, maar is desondanks de meest serieuze figuur uit de hele reeks van Agent 327, ondanks komische handlangers die voortdurend Mao Zedong citeren en vreemde vallen bouwen. Haar dakoits komen ook niet erg humoristisch over. Wu Manchu werd overigens al eerder in de strip Johnny Goodbye geïntroduceerd, in het verhaal De dertiende verdieping. Zowel naar het eerdere optreden als de parodie op Fu Manchu wordt verwezen: "Vervloekt zijn de namen van Nayland Smith en Johnny Goodbye!" Nayland Smith was immers de grote tegenstander van Fu Manchu.
- Het verhaal verwijst ook naar de actualiteit: krakers spelen als een soort doorlopende grap een klein rolletje.
- Wu Manchu's reuzenspin die wordt geëlektrocuteerd, is een duidelijke verwijzing naar allerlei griezelfilms vol reuzenspinnen.